# Frodoberto de Troyes
Frodoberto de Troyes (595 - Troyes, 31 de enero 673) fue fundador y primer abad del Monasterio de La Celle de Saint-André-les-Vergers.  
Después de ser educado en el colegio de la catedral y admitido como clérigo de la iglesia de Troyes, se ordenó como monje en la abadía de Luxeuil. Volvería a Troyes muchos años después para entrar al servicio del obispo. Frodobert, con la pretensión de satisfacer su amor por el silencio y la humildad, obtuvo el permiso del rey Clodoveo II de una vieja construcción de la Marca germánica a las afueras de Troyes. Allí fundaría el monasterio de La Celle (c. 650) dedicándolo a la figura de San Pedro.  
Fue un estudioso de la figura de San Waldeberto. Moriría en 673. 